# Ritratto del Conte Duca di Olivares a cavallo
Ritratto del Conte Duca di Olivares a cavallo è un dipinto a olio su tela (313x239 cm) realizzato nel 1634 dal pittore spagnolo Diego Velázquez. È conservato nel Museo del Prado.
Don Gaspar de Guzmán y Pimentel, conte di Olivares, nacque a Roma il 6 gennaio 1587.

Il conte venne nominato primo ministro da Filippo IV di Spagna, che lo onorò anche del titolo di duca di Sanlúcar.
Il dipinto lo ritrae trionfalmente a cavallo, una posa inusuale per un primo ministro: l'iconografia dell'uomo politico a cavallo era solitamente riservata ai monarchi.